# Trichoblatta tarsalis
Trichoblatta tarsalis är en kackerlacksart som först beskrevs av Walker, F. 1868.  Trichoblatta tarsalis ingår i släktet Trichoblatta och familjen jättekackerlackor. Inga underarter finns listade i Catalogue of Life.